# NGC 1853
NGC 1853 ist eine Balkenspiralgalaxie vom Hubble-Typ SBcd im Sternbild Schwertfisch am Südsternhimmel. Sie ist rund 54 Millionen Lichtjahre von der Milchstraße entfernt und wurde am 4. Dezember 1834 vom britischen Astronomen John Herschel entdeckt, der dazu einen Reflektor mit einer Öffnung von 18,7 Zoll (47,5 cm) verwendete.